# Ginger Gilmour
Virginia „Ginger“ Gilmour (* 19. ledna 1949 Filadelfie), rozená Virginia Hasenbein, je americká umělkyně, bývalá modelka a první manželka kytaristy Davida Gilmoura z rockové skupiny Pink Floyd.

## Životopis
V letech 1962–1966 Ginger studovala na Wayne High School v Michiganu. Poté absolvovala dvouletý kurz Chemical Engineering and Art na Michiganské státní univerzitě.
Davida Gilmoura poznala v Ann Arbor v Michiganu v říjnu 1971, když na koncertě Pink Floyd do zákulisí doprovázela svého tehdejšího přítele. Jejich setkání popsala jako „lásku na první pohled”. Vzali se 7. června 1975 a svatební hostinu měli v Abbey Road Studios. Narodily se jim čtyři děti: Alice (* 1976), Clare (*1979), Sara (* 1983, modelka) a Matthew (* 1986).
Ginger je na obalu Gilmourova eponymního prvního sólového alba David Gilmour. Rozešli se během turné Pink Floyd A Momentary Lapse of Reason Tour.

## Umění a dílo
Ginger studovala osm let u anglického umělce Cecila Collinse. Nyní pracuje ze svého statku v Západním Sussexu. Opakovaným námětem její práce jsou andělé. Vyučuje umění a způsob ezoterického léčení nazvaný Mental Colour Healing.
Od července 2011 je na letišti Heathrow instalovaná její socha inspirovaná Olympijskými hrami.